# Wileński Korpus Armii Krajowej
Wileński Korpus Armii Krajowej – planowany do sformowania w Okręgu Wilno Armii Krajowej korpus Armii Krajowej.
Korpus miał być samodzielny, operacyjnie podległy Armii Czerwonej, a bezpośrednio Naczelnemu Wodzowi w Londynie. Miała to być jednostka niezależna od Armii Berlinga. Dowódcą Korpusu miał zostać dotychczasowy komendant Okręgu Wileńsko-Nowogródzkiego gen. Aleksander Krzyżanowski ps. „Wilk“.

## Struktura organizacyjna
19 Dywizja Piechoty Armii Krajowej – ppłk dypl. Adam Szydłowski „Poleszuk”
- 77 pułk piechoty Armii Krajowej – mjr dypl. Maciej Kalenkiewicz „Kotwicz”

miały go tworzyć wszystkie bataliony partyzanckie i oddziały Okręgu Nowogródzkiego
- 85 pułk piechoty Armii Krajowej – mjr dypl. Mieczysław Potocki „Węgielny”

pułk miał być formowany z wszystkich brygady partyzanckich z Wileńszczyzny
- 86 pułk piechoty Armii Krajowej – ppłk Zygmunt Blumski „Strychański”

pułk miały tworzyć brygady partyzanckie z rejonu oszmiańskiego i brasławskiego
- 19 pułk artylerii Armii Krajowej – mjr Kazimierz Radzikowski „Dąbek”

w początkowym okresie dla wsparcia artyleryjskiego miała być przydzielona sowiecka jednostka artyleryjska, a później powstać polski pułk grupujący wszystkich oficerów artylerii i żołnierzy po przeszkoleniu artyleryjskim
- batalion (pułk) pancerno-motorowy – kpt. br. panc. Gracjan Fróg „Szczerbiec”.

miał być tworzony na bazie 3 Brygady i innych żołnierzy mający przeszkolenie pancerno-motorowe
- 3 Brygada Kawalerii

formowana z jednostek kawalerii znajdujących się przy wszystkich oddziałach partyzanckich
W drugim rzucie miała powstać: 
- 1 Dywizja Piechoty Armii Krajowej